# Sverige osztály

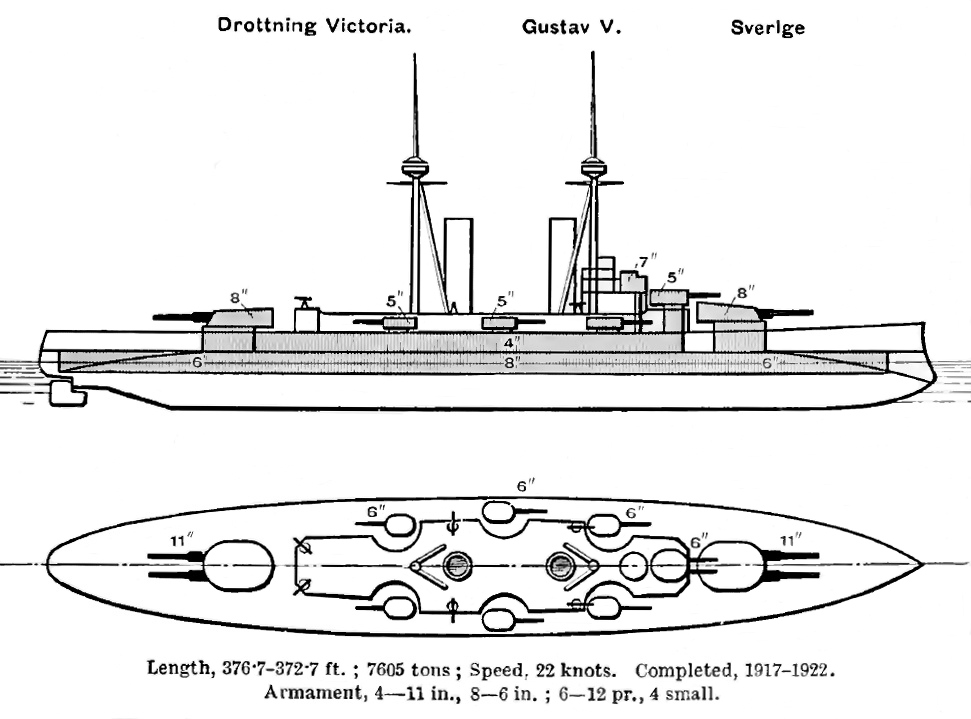
A Sverige osztályú svéd partvédő páncéloshajók fegyverzetének elhelyezését és páncélzatának felépítését ábrázoló rajz a Brassey's Naval Annual című kiadvány 1923-as számából.

A Sverige osztály a svéd Királyi Flotta (Kungliga Flottan) kategóriájában nagy méretével és erős fegyverzetével kitűnő partvédő páncéloshajó (1:a klass Pansarbåt, később Pansarskepp) típusa volt. Három egységből állt, ezek a névadó HMS Sverige (Svédország), valamint az akkor regnáló svéd király, V. Gusztáv (1907–1950) és felesége, Viktória királyné tiszteletére keresztelt HMS Gustaf V és HMS Drottning Victoria. A HMS a svéd hadihajók megkülönböztető jelzése, jelentése: Hans Majestäts Skepp – Őfelsége hajója.

## Az osztály története
Történelme folyamán Svédország egészen a közelmúltig mindig igyekezett egy ütőképes hadiflottát fenntartani. A Svéd Királyság a nagy északi háború (1700–1721) következtében elveszítette nagyhatalmi állását és a Baltikum feletti hegemóniát (dominium maris baltici). Az 1815 és 1905 között fennállt svéd–norvég perszonálunió felbomlása további rangvesztéssel járt. A realitásokhoz igazodva a svéd haditengerészet, akárcsak skandináv szomszédai, a monitorból kifejlődött, tulajdonképpen afféle szegény ember csatahajójának tekinthető partvédő páncélos típusában találta meg a számára ideális hadihajót. A hagyományos ellenség, Oroszország támadása mellett a stockholmi kormány a 20. század elejétől már tartott a brit–német flottaépítési verseny és hatalmi rivalizálás következtében, háború esetén, a Balti-tenger és a svéd felségvizek csatatérré válásától. A méretükhöz képest erős vértezetű, nagy kaliberű ágyúkkal felszerelt, ugyan lassú, de a sekély litorális vizekben manőverezni képes, gyakorlatilag mozgó partvédelmi nehéztüzérségként funkcionáló páncélosok üzemeltetőik reményei szerint, szerencsés körülmények között veszélyesek lehettek akár az ellenség nehéz hadihajóira is, miközben  tűzerejük révén tekintélyes fölényt élveztek a cirkálókkal és a könnyű egységekkel szemben.
Az első ilyen típusú 1. osztályú páncéloshajó (1:a klass Pansarbåt), a HMS Svea építése 1884-ben vette kezdetét. A Svea osztály három tagját (HMS Svea, HMS Göta, HMS Thule), az Oden osztály szintén három hajója (HMS Oden, HMS Thor, HMS Niord), majd az egyedi építésű HMS Dristigheten, a négy Äran típusú egység (HMS Äran, HMS Wasa, HMS Tapperheten, HMS Manligheten) és a HMS Oscar II követték. 1907-re ez a 3050 és 4273 tonna közötti vízkiszorítású, két 254 mm-es, vagy két 209 mm-es ágyú főfegyverzetet hordozó 12 partvédő és a 4310 tonnás, kis méretű HMS Flygia páncélos cirkáló alkotta a svéd flotta gerincét. Ekkorra azonban a haditengerészeti technika fejlődése reménytelenül túllépett a már szolgálatban álló svéd parti páncéloshajókon. 1906-ra teljesen egyértelművé vált, hogy egy nagyobb, gyorsabb, erősebb fegyverzetű és páncélzatú egységre lenne szükség. A tervezők egy 7-7500 tonnás, 4 darab 283 mm-es löveggel felszerelt, megfelelő vértezettel ellátott, 22,5 csomós sebességre képes partvédőt álmodtak meg.
1911-ben a parlament kis többséggel jóváhagyta az egyelőre az „F-hajó” (F-båten) nevet viselő későbbi Sverige megépítését. 1911 augusztusában azonban a pacifista Karl Staaf liberális miniszterelnök leállíttatta az általa túl költségesnek vélt projektet, ami a Pansarbåtinsamlingen néven elhíresült V. Gusztáv király hathatós támogatásával megindult össznépi adakozás-mozgalomhoz vezetett. Ennek során röpke negyed év alatt a hajó megépítéséhez szükséges 12 millió korona helyett 15 millió gyűlt össze. A siker politikai válsághoz, a miniszterelnök és a liberális kormány bukásához vezetett. Az új kabinet megrendelte a páncélos építését, és HMS Sverige (Svédország) névre keresztelte, tiszteletadásul az ország lakosságának, mely önzetlenül állta a költségeit.
Az első világháború kitörése jelentette fenyegető veszély következtében 1914-ben és 1915-ben egy-egy újabb, kissé módosított, javított egység, a HMS Gustaf V és a HMS Drottning Victoria is sólyára kerülhetett. Egészen 1947-ig a  Sverige osztály képezte a svéd haditengerészet gerincét. A típus hajóit többször átépítették és korszerűsítették. Taktikai téren markánsan eltérő feladatokat szántak nekik, mint a korábbi, kisebb méretű partvédő páncélosaiknak, egy nyílt tengeri harccsoport báziskötelékeként cirkálókkal (HMS Flygia, majd a HMS Gotland), rombolókkal, torpedónaszádokkal és légi felderítéssel együttműködve kellett elrettenteniük a svéd érdekeket és területi integritást fenyegető hatalmakat.
1940–1941-ben a második világháború harci tapasztalatai, elsősorban a HNoMS Eidsvold és a HNoMS Norge partvédő páncélosok német rombolók általi elsüllyesztése kapcsán a Weserübung hadművelet során Narviknál, a svéd haditengerészet elvetette a tervezett új páncéloshajók megépítését. Helyettük két modern könnyűcirkáló, a Tre Kronor osztály (HMS Tre Kronor, HMS Göta Lejon) került megrendelésre.

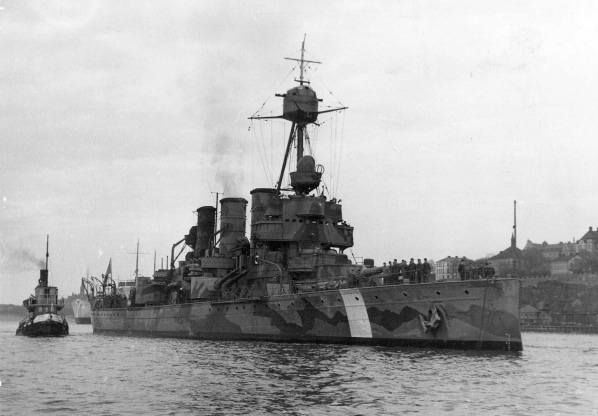
Az előd, melyből a Sverige osztály tervezői kiindultak, a 4273 tonnás, 2 db 209 és 8 db 152 mm-es ágyúval felszerelt HMS Oscar II svéd partvédő páncéloshajó. A kép második világháború alatt készült.
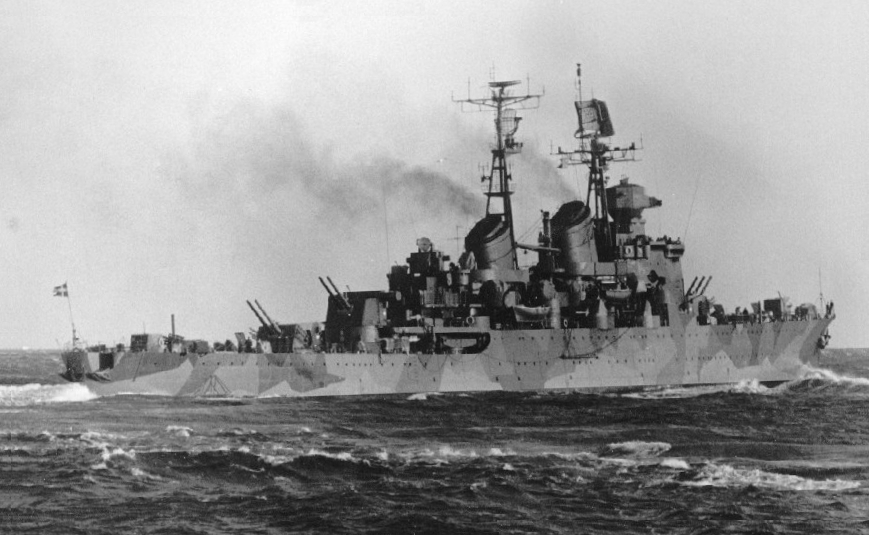
A Sverige osztály utóda a svéd haditengerészet legfontosabb egységeiként a két Tre Kronor osztályú könnyűcirkáló lett, a képen a HMS Göta Lejon látható.

## Fegyverzet

### 283 mm-es fő fegyverzet
A Sverige osztály szakértők által kiválónak tartott, nehéz hadihajókra is veszélyes fő fegyverzetét a hírneves svéd Bofors cég által gyártott négy darab 283 mm-es L/45 M1912 (283/44 K/45 M12) ágyú alkotta két ikerágyús lövegtoronyba beépítve. A lövegeket 1912-ben tervezték, 1917-ben álltak szolgálatba, összesen 12 darabot gyártottak belőlük, ezeket rendszeresen felújították, a teljes hosszuk 12,735 méter, a cső hossza 12,295 m, tömege 43,4 tonna. A tűzgyorsaság 4 lövés/perc, a kezdősebesség 860 m/s. A lövedék tömege 305 kg. A 283 mm-es ágyúk gránátjai 6 km távolságról képesek voltak a 350 mm-es, 18 km-ről pedig a 155 mm-es oldalpáncélzatot és a 87 mm-es fedélzeti páncélzatot átütni. Az ágyúk magassági szögben -10°/+20° között 5°/s, oldalszögben pedig 150°-ban a középvonaltól mindkét oldalra 4°/s-mal voltak irányozhatóak. A maximális lőtávolság eredetileg 20,4 km, 1939-től 24 km. Egy kétágyús 283 mm-es lövegtorony teljes tömege 348,1 tonna.
| Lőtávolság             | 6000 méter | 18 000 méter |
| Páncélátütés, oldal    | 350 mm     | 155 mm       |
| Páncélátütés, fedélzet | -          | 87 mm        |

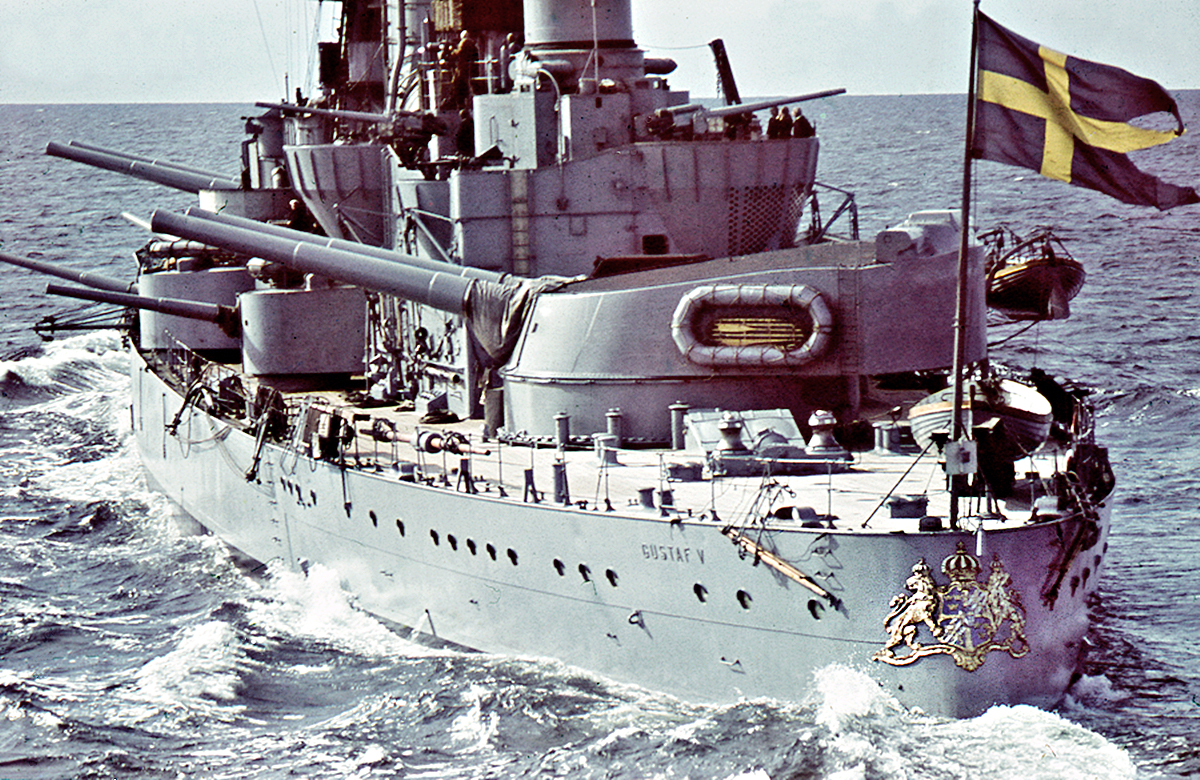
A Sverige osztály 283 mm-es, ikerágyús tornyokba szerelt fő fegyverzete jól szemügyre vehető ezen a HMS Gustaf V partvédő páncéloshajót ábrázoló színes fényképen.
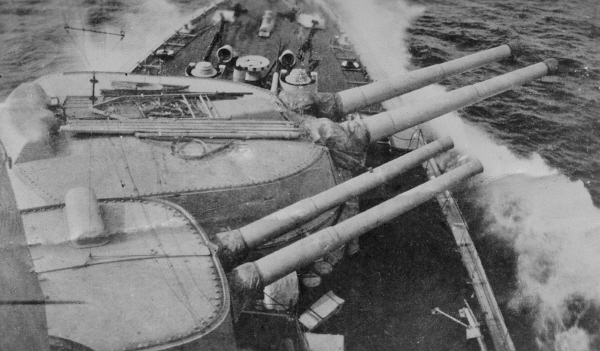
A HMS Gustaf V svéd partvédő páncéloshajó elülső 283 mm-es és 152 mm-es ikerágyús lövegtornyai.

### 152 mm-es másodlagos fegyverzet
A Sverige osztály másodlagos fegyverzetét a szintén a Bofors által gyártott 8 db 152 mm L/50 M1912 (152/49 K/50 M12) ágyú képezte. Két löveg ikerágyús toronyban került beépítésre az elülső fő lövegtorony mögött, a többi hat pedig egylöveges tornyokban a hajó oldalai mentén.

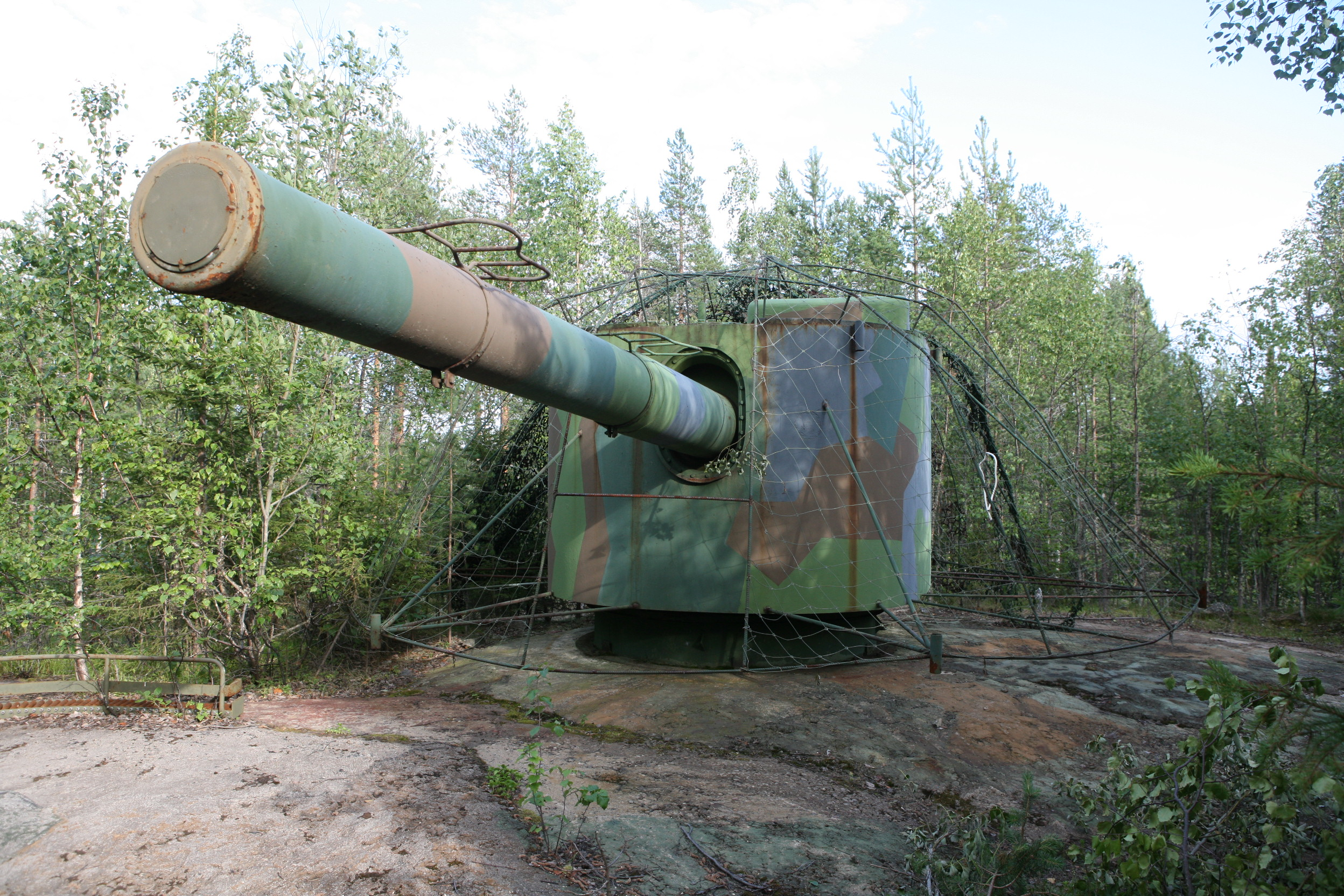
Egykor a HMS Gustaf V svéd páncélos másodlagos fegyverzetét képező 152 mm-es lövegtorony, melyet a hajó leselejtezése után  egy esetleges szovjet invázió ellen szánt  Kalix-vonal (Kalixlinjen) erődítéseiben alkalmaztak Häggmansbergetben, Kamlunge mellett, Észak-Svédországban. A fotó 2010-ben készült.
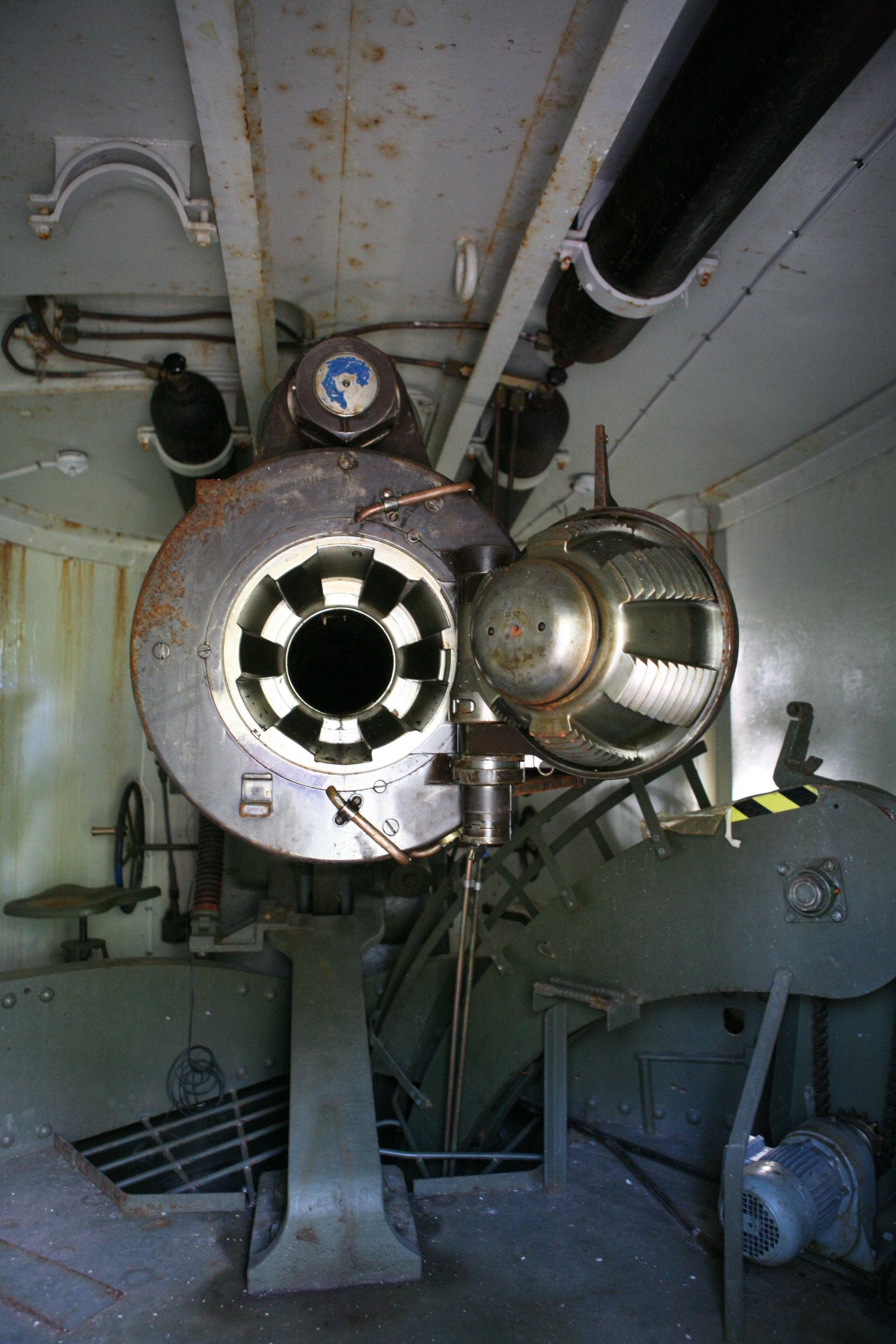
A HMS Gustaf V svéd páncéloshajó másodlagos fegyverzetét képező 152 mm-es lövegtorony belülről.
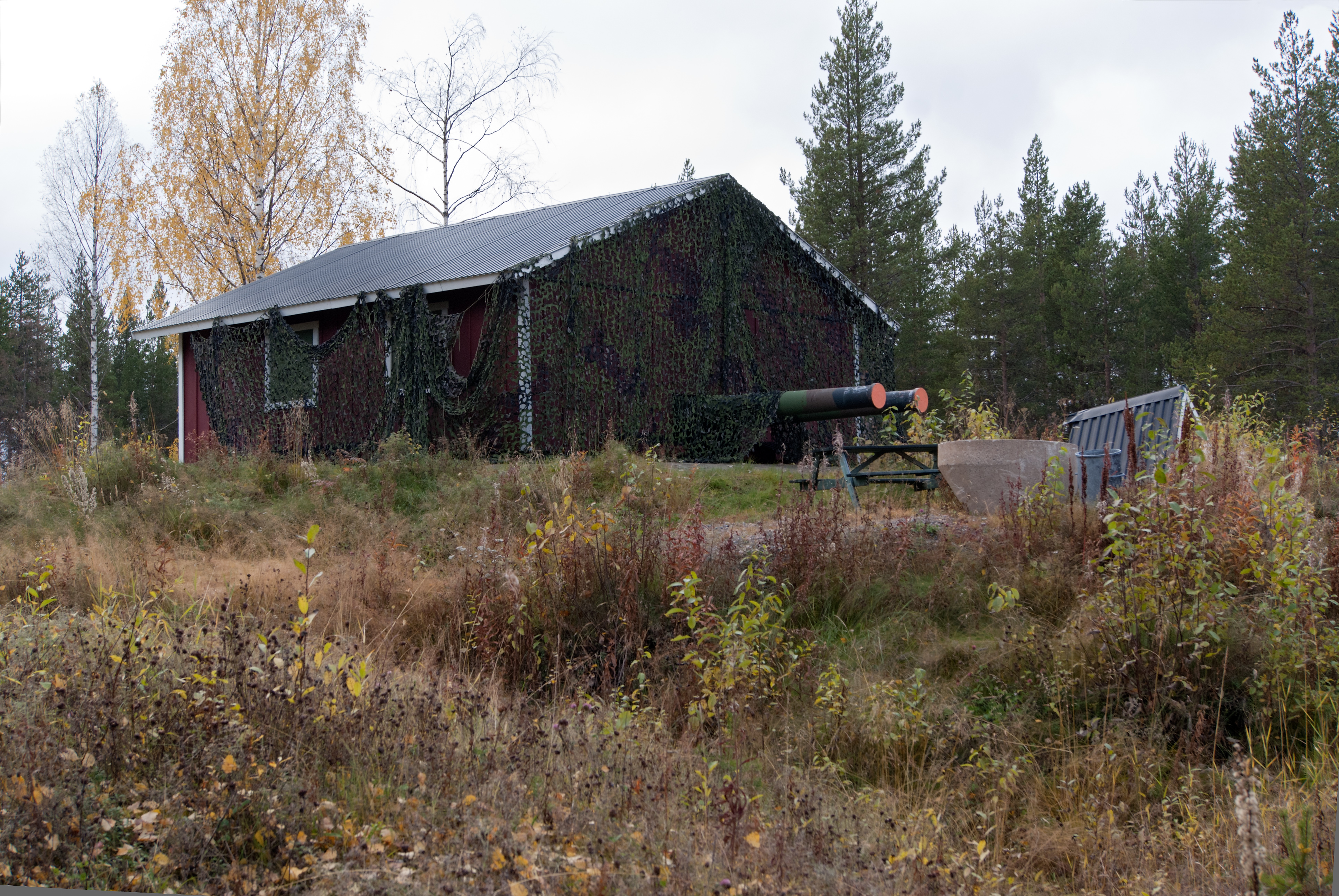
A HMS Drottning Victoria svéd partvédő páncéloshajó álcázott kétágyús 152 mm-es lövegtornya a lappföldi Viktória erődben (Victoriafortet) 2012-ben.

### Egyéb fegyverzet
A páncélosok rendelkeztek még eredeti kialakításukban 6 db 75 mm L/50 M1912 (75/49 K/50 M12), 2 db – 57 mm L/55 (57/50 K/55 M89B) ágyúval és 2 x 1 db 8 mm géppuskával, valamint 2 db 533 mm-es torpedóvető csővel is. Könnyű fegyverzetüket többször módosították, légvédelmüket a második világháború során korszerű gépágyúkkal jelentősen megerősítették.

## Páncélzat
A Sverige osztály tagjai az oldalukon egy 112 méter hosszú, 2 méter széles fő övvérttel rendelkeztek, ennek maximális vastagsága 200 mm volt egy 51 méter hosszú szakaszon, a hajó közepén, ez fokozatosan előbb 155, majd 60 mm-esre csökkent az orr és tat felé közeledve. E fölött volt a 100 mm vastag felső öv, mely az elülső ikerágyús 152 mm-es lövegtorony barbettájától a hátsó  fő lövegtorony barbettájáig terjedt. A fedélzetet 45–30 mm páncélzat védte. A fő lövegtornyokat 200–130 mm, barbettájukat 150 mm, a másodlagos 152 mm-es lövegtornyokat 125 mm, barbettájukat 100 mm, végül a parancsnoki tornyot 175 mm vastagságú vértezet oltalmazta.

## Az osztály egységei
Az osztály három, nem egészen egyforma egységből állt. Szolgálatuk során többször átépítették és a kor követelményeinek megfelelően modernizálták őket. A HMS Gustaf V és a HMS Drottning Victoria Westinghouse gőzturbinák helyett már Motala turbinákat kapott, s módosították a hajótest vízvonal alatti kiképzését is, ennek következtében 22,5-ről 23,2 csomóra nőtt a sebességük, hatótávolságuk pedig, valamivel kisebb tüzelőanyag kapacitás mellett (761 t vs. 776 t) a HMS Sverige 2720 tengeri mérföldjével szemben 3280 lett. A három partvédő páncélos az 1930-as évekre az átépítések után kéményeik markánsan eltérő alakja miatt jól megkülönböztethetővé vált. Még a HMS Sverige elülső kéménye S alakban hátrahajlott, a hátsó egyenes maradt, addig a HMS Gustaf V két kéményét a fedélzet fölött építették egybe, végül a HMS Drottning Victoria megtartotta két különálló, egyenes füstelvezető berendezését, igaz az elülsőre idővel sapka került.

### HMS Sverige
A HMS Sverige építése 1912. december 12-én a göteborgi Götaverken hajógyárban vette kezdetét. 1915. május 3-án bocsátották vízre, szolgálatba 1917. május 10-én állt. 1924–1925-ben felújították, távmérővel ellátott, nagy méretű háromlábú előárbocot, új parancsnoki tornyot, és tűzvezető központot kapott. 1931–1933 között ismét átépítették, az elülső kéményét hátrahajlóvá alakították, hogy füstje ne zavarja a parancsnoki torony munkáját, Westinghouse turbináit Curtis turbinákra cserélték, főárbocát megrövidítették és áthelyezték. Hat eredeti 75 mm-es ágyúját és torpedóvető csöveit leszerelték, helyette 2 x 2 db 75 mm L/60 M28 légvédelmi löveget kapott. 1938–1940 között 4 új, olajtüzelésű Penhoët típusú kazánnal látták el, két középső egyágyús 152 mm-es lövegtornyait leszerelték, légvédelmét 2 x 2 db 40 mm L/60 M32, és 2 x 2 db 25 mm L/58 M32 gépágyúval erősítették meg. 1940-1945 között az HMS Gustaf V. helyett, annak kazánrobbanás miatti sérülése után a flotta zászlóshajója. 1942-ben újabb 2 x 2 db 25 mm, 1 x 2 db 40 mm L/60 M32, és 2 x 2 db 20 mm L/66 M40 gépágyút kapott. Miután 1942. január 18-án összeütközött a Svärdfisken tengeralattjáróval, két hónapos javításra szorult. 1947 augusztus 11-én üzemeltetését leállították, 1953. január 30-án leselejtezték, majd 1958-ban Karlskronában lebontották.

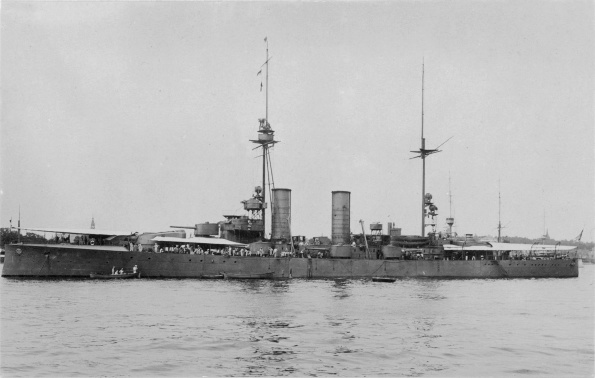
A HMS Sverige svéd partvédő páncéloshajó eredeti kialakításában, valamikor 1917 és 1924 között.
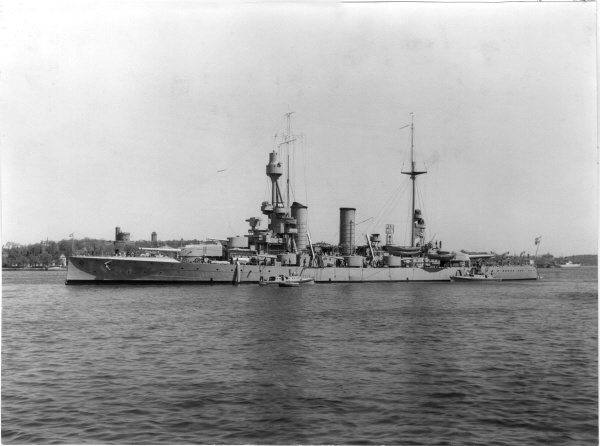
A HMS Sverige svéd partvédő páncéloshajó első átépítése után 1929-ben, új parancsnoki tornyával, nagy méretű, háromlábú, tűzvezető állásokkal és távmérőkkel ellátott előárbocával.
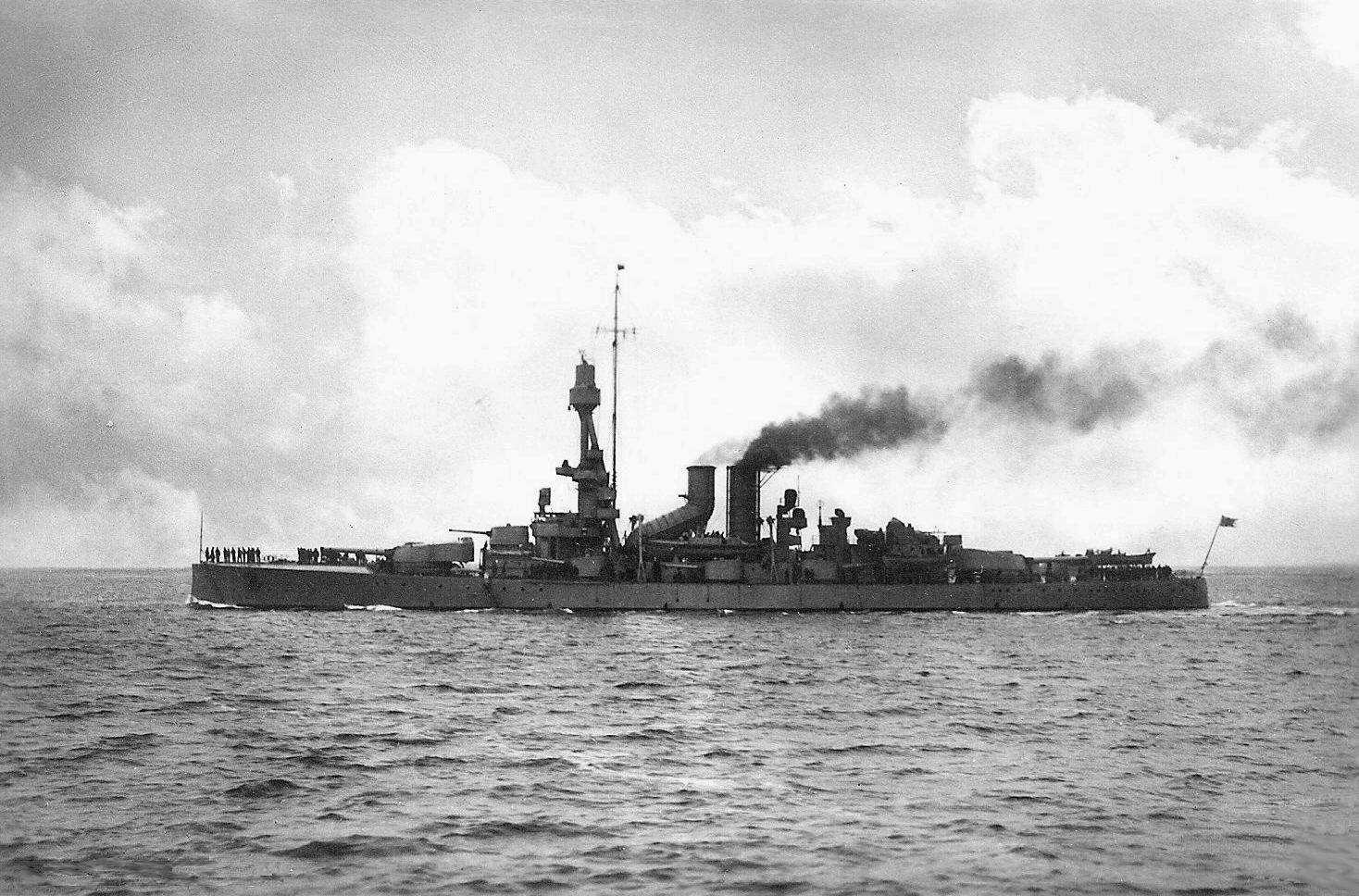
A HMS Sverige svéd partvédő páncéloshajó 1931 után, második átépítését követően, hátrahajló elülső kéménnyel, már főárboc nélkül.
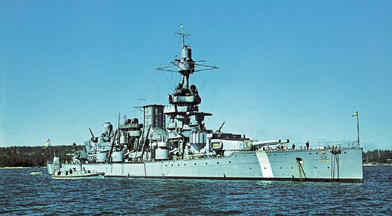
A HMS Sverige svéd partvédő páncéloshajó 1931 utáni, második átépítését követő kialakításában.
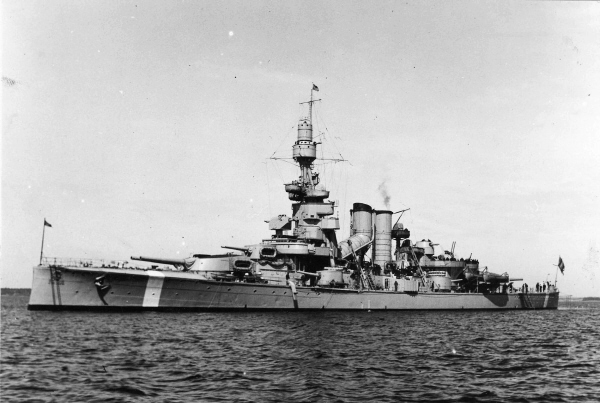
A HMS Sverige svéd partvédő páncéloshajó a második világháború idején.
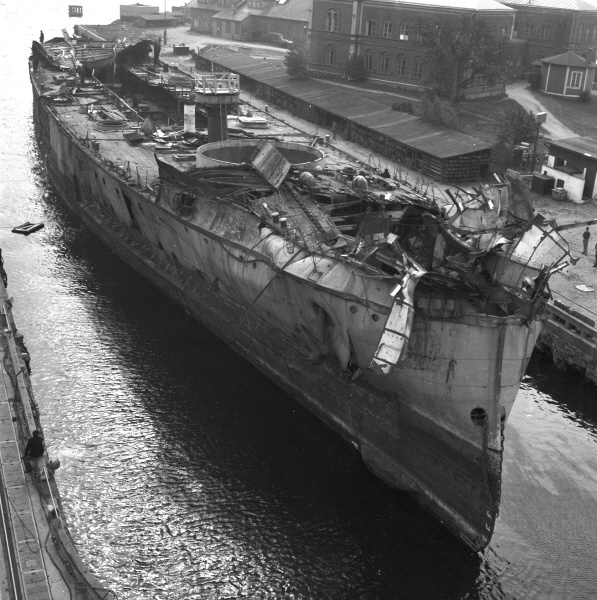
A HMS Sverige svéd páncéloshajó bontás alatt, 1958-ban Karlskronában.

### HMS Gustaf V
A HMS Gustaf V építése 1914 decemberében a malmői Kockums hajógyárban vette kezdetét. 1918. január 31-én bocsátották vízre, szolgálatba 1922. december 12-én állt, 14 millió 202 ezer koronába került. Páncéllemezeinek egy részét az Egyesült Államokban gyártották. 
1927–1930 között felújították, távmérővel ellátott nagy méretű háromlábú előárbocot, új parancsnoki tornyot és tűzvezető központot kapott, két kéményét összehajtva egyesítették, a főárbocot előrébb helyezték. Hat eredeti 75 mm-es ágyúját és torpedóvető csöveit leszerelték, helyette 2 x 2 db 75 mm L/60 M28 légvédelmi löveget kapott. 1930 tavaszán a Rómában elhunyt Viktória svéd királyné hamvait Németországból hazaszállító HMS Drottning Victoria páncélost kísérte a HMS Ehrenskold és a HMS Nordenskjöld torpedórombolók társaságában. 1933. április 4-én Malmőnél a sekély vízben megfeneklett, két nappal később tudták csak kiszabadítani. 1936–1937-ben hat vegyes szén- és olajtüzelésű Yarrow kazánját két új, tisztán olajtüzelésű Penhoët kazánra cserélték. Elülső kétágyús 152 mm-es lövegtornyát leszerelték, légvédelmét 2 x 2 db 40 mm L/60 M32, 2 x 2 db 25 mm L/58 M32, 4 x 1 db 25 mm L/58 M32  gépágyúval erősítették meg. 1940-ben a flotta zászlóshajója volt. 1940. július 17-én egyik kazánja felrobbant, a legénység 10 tagja életét vesztette. 1942-ben 2 x 2 db 25 mm, 4 x 1 – 25 mm gépágyút leszereltek, helyettük  1 x 2 db 40 mm L/60 M32, 2 x 2 db 20 mm L/66 M40, 4 x 1 db 20 mm KL/66 M40 gépágyút kapott. 1948-ban kivonták a szolgálatból, 1957. március 22-én leselejtezték, azonban szét csak 1970-ben bontották. 152 mm-es lövegtornyait az esetleges szovjet invázió ellen szánt Kalix-vonal (Kalixlinjen) erődítményeibe építették be Észak-Svédországban. Egy lövegtornya máig áll Häggmansbergetben, Kamlunge mellett.

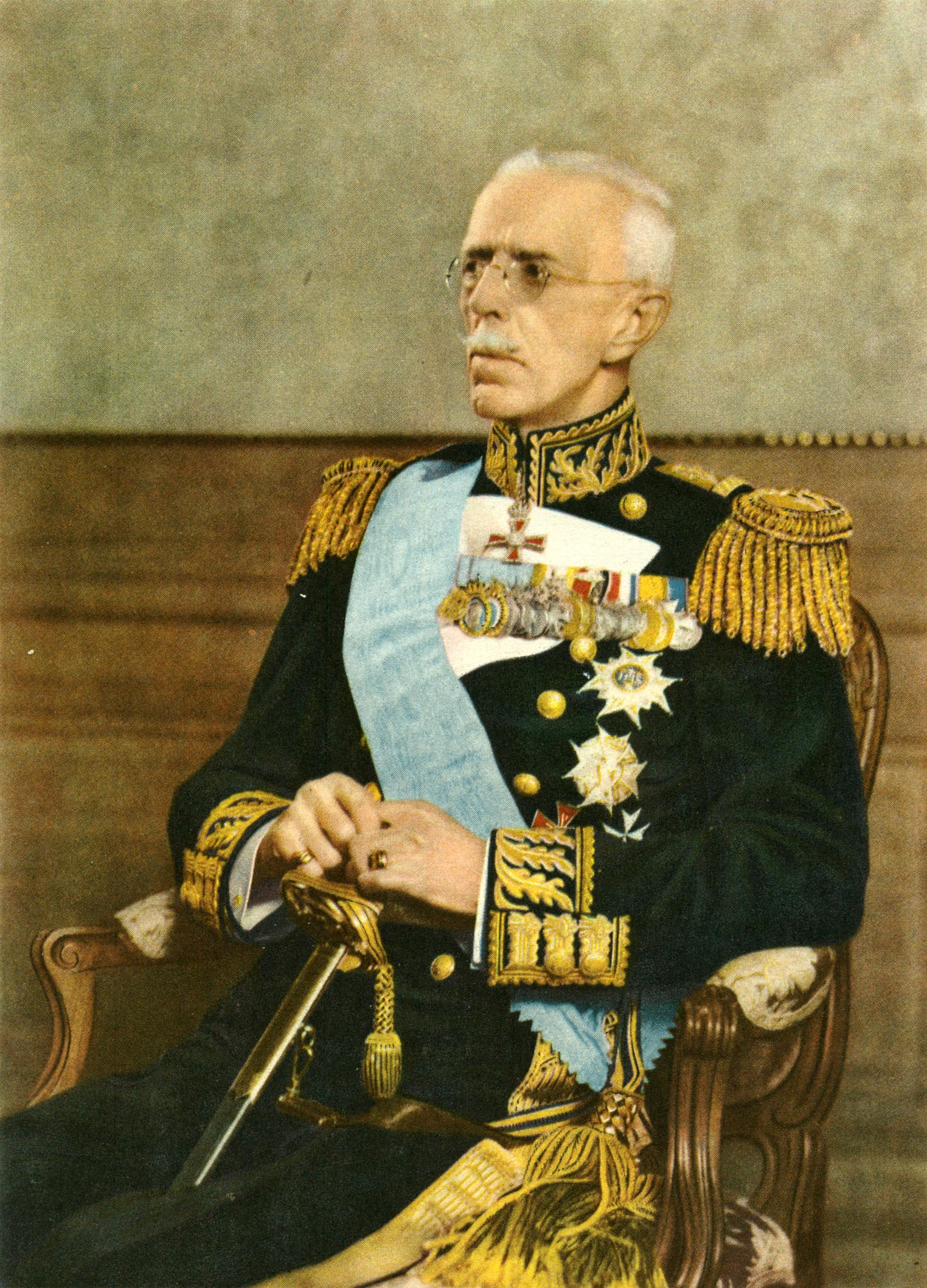
A HMS Gustaf V. partvédő páncéloshajó névadója, V. Gusztáv (1858–1950) svéd király (1907–1950).
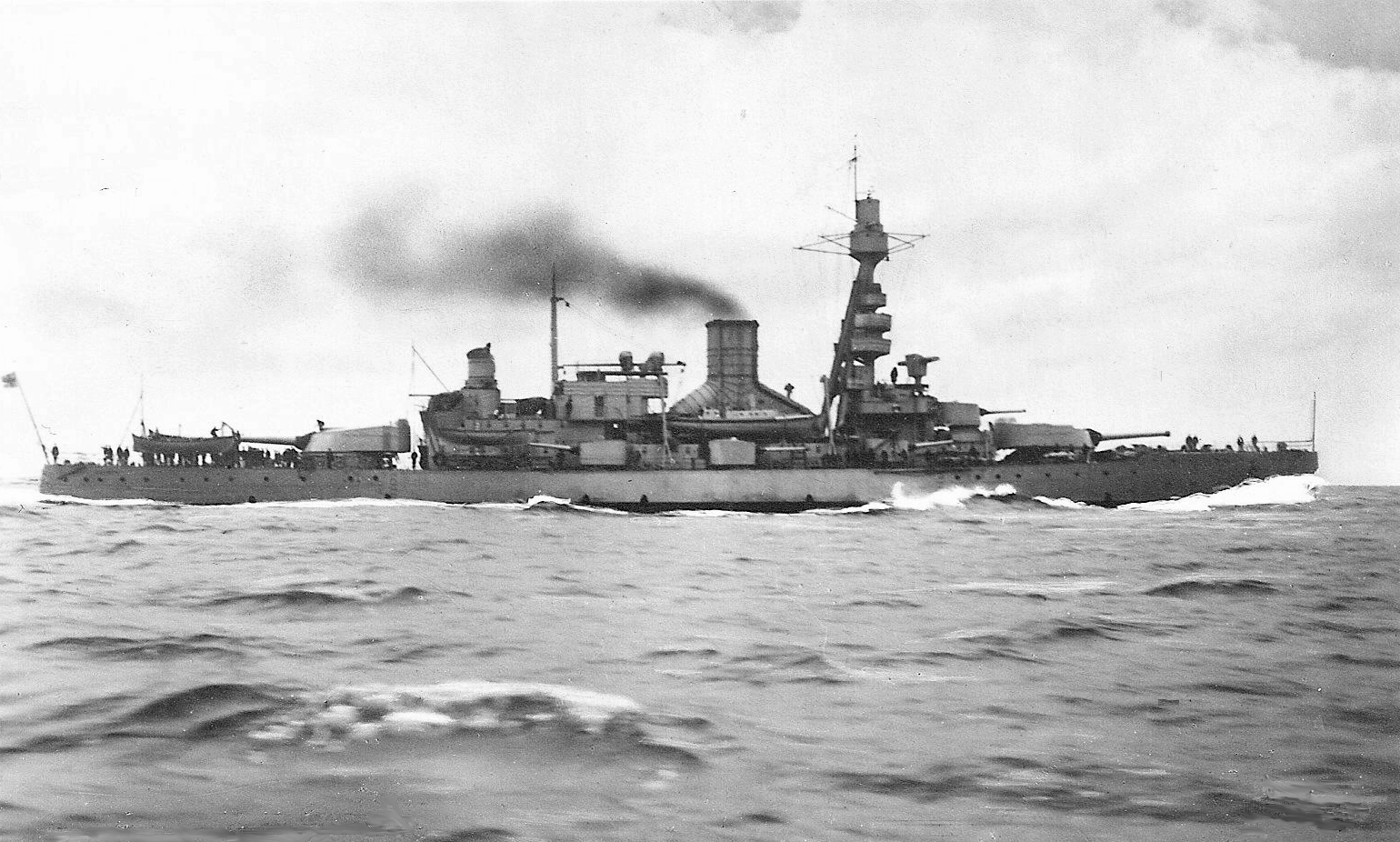
A HMS Gustaf V svéd partvédő páncéloshajó 1930-at követően, már összevont, egyesített kéménnyel.
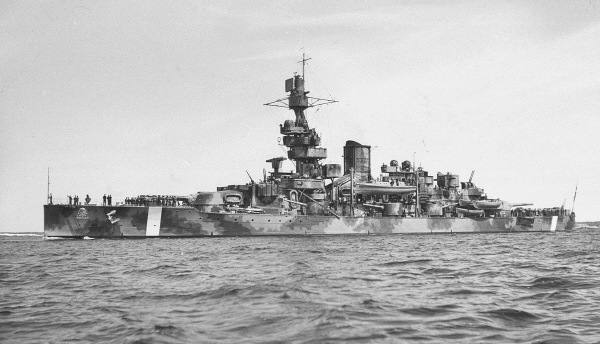
A HMS Gustaf V svéd partvédő páncéloshajó a második világháború alatt. Testvérhajóitól jól megkülönbözteti 1927–1930 közötti átépítése során kialakított összevont, egyesített kéménye.

### HMS Drottning Victoria
A HMS Drottning Victoria építése osztályából utolsóként 1915 júliusában vette kezdetét, szintén a göteborgi Götaverken hajógyárban. 1917. szeptember 15-én bocsátották vízre, szolgálatba 1921. március 12-én állt. 1926–1927-ben felújították, távmérővel ellátott, nagy méretű háromlábú előárbocot, új parancsnoki tornyot és tűzvezető központot kapott. 1930 tavaszán névadója, a Rómában elhunyt Viktória svéd királyné hamvait szállította haza ünnepélyes külsőségek között Németországból Stockholmba. 1934–1935-ben hat vegyes szén és olajtüzelésű Yarrow kazánját két új, tisztán olajtüzelésű Penhoët kazánra cserélték. Hat eredeti 75 mm-es ágyúját és torpedóvető csöveit leszerelték, helyette 2 x 2 db 75 mm L/60 M28 légvédelmi löveget kapott és 3 x 1 db 25 mm L/58 M32 gépágyút. 1940–1941-ben két középső egyágyús 152 mm-es lövegtornyait leszerelték, légvédelmét 2 x 2 db 40 mm L/60 M32, és 2 x 1 db 25 mm L/58 M32 gépágyúval, 1941–1942-ben további 2 x 1 db 25 mm L/58 M32 gépágyúval erősítették meg. 1942 során 7 x 1 db 25 mm gépágyúját leszerelték, helyettük 1 x 2 db 40 mm L/60 M32 és 7 x 1 db 20 mm L/66 M40 korszerűbb eszközt kapott.
Osztálya hajói közül egyedüliként maradt meg két különálló kéménye egész pályafutása során. A második világháború alatt légvédelmi fegyverzetét jelentősen megerősítették. 1943-ban svéd gyártmányú radart kapott. 1947-ben kivonták az aktív szolgálatból, 1957. március 22-én leselejtezték, majd 1959-ben szétbontották. Kétágyús 152 mm-es lövegtornya a lappföldi Viktória erődben (Victoriafortet) került beépítésre, ahol máig megtekinthető.

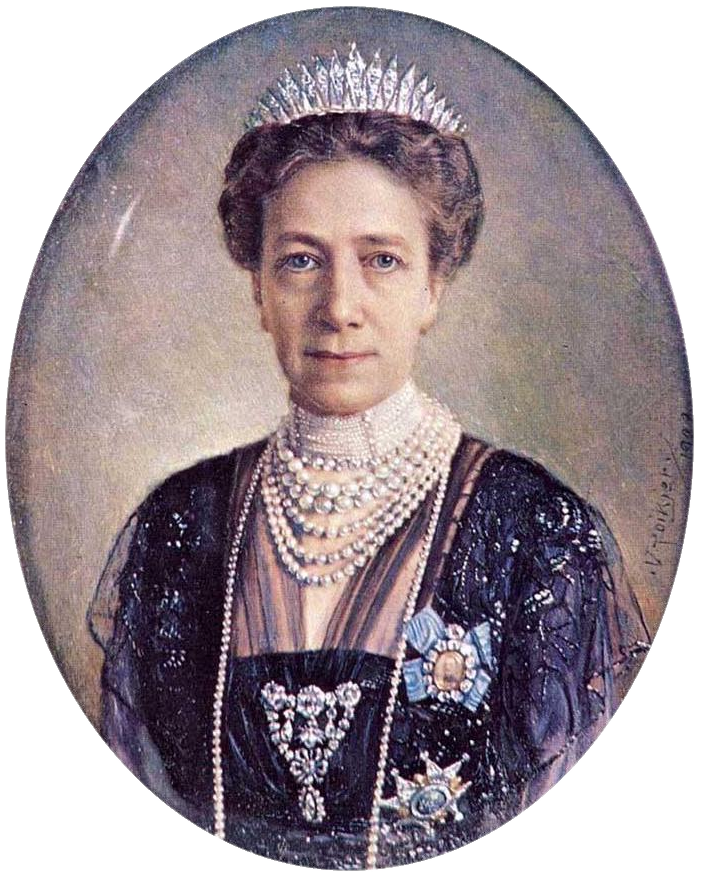
A HMS Drottning Victoria svéd partvédő páncéloshajó névadója Viktória (1862–1930) svéd királyné.
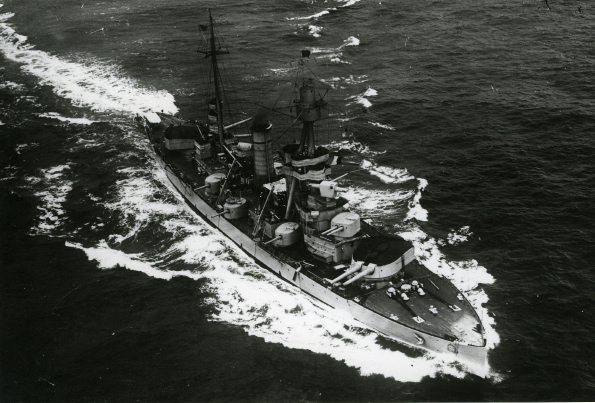
A HMS Drottning Victoria svéd partvédő páncéloshajó 1927–1934 közötti alakjában, még meglévő főárboccal.
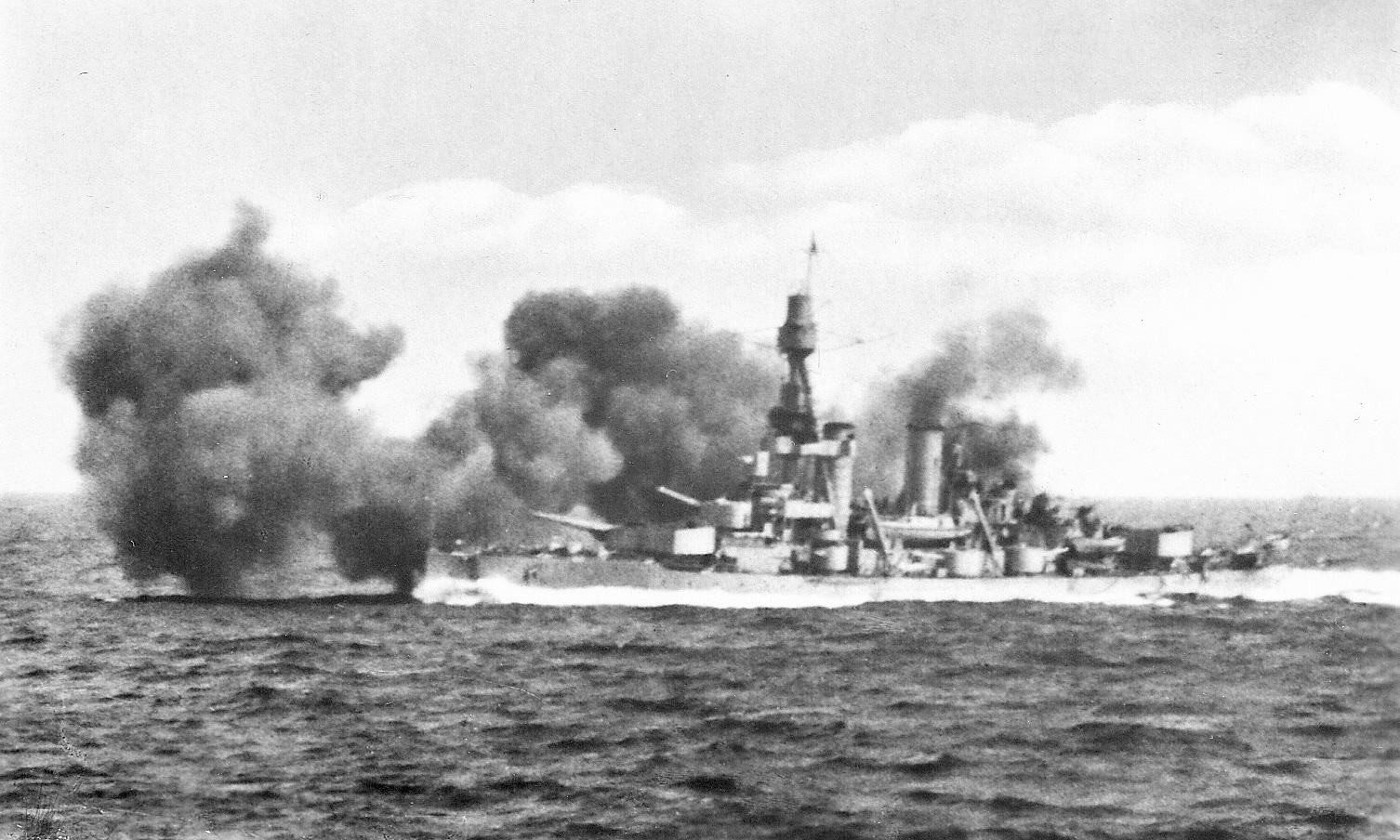
A HMS Drottning Victoria svéd partvédő páncéloshajó lőgyakorlaton valamikor 1934 után.
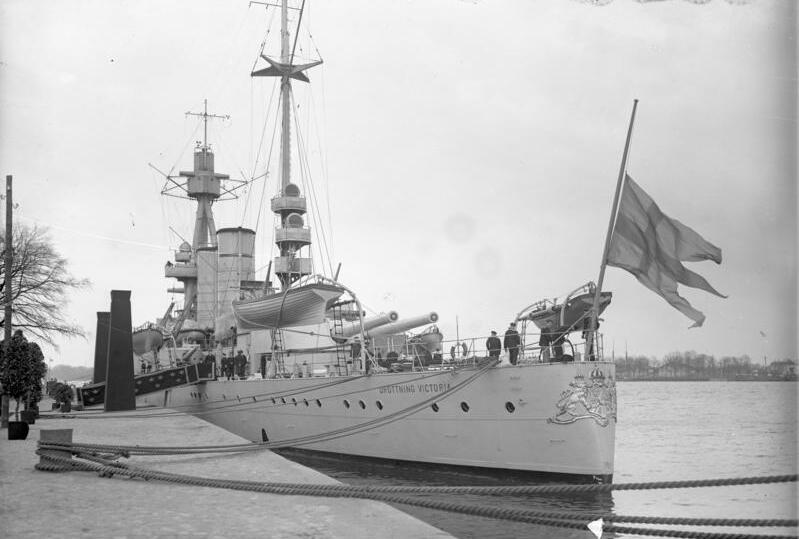
Az 1930-ban Swinemünde kikötőjében horgonyzó HMS Drottning Victoria svéd partvédő páncélos a gyász jeleként félárbocra eresztett lobogóval. A hajó ekkor névadója, Viktória svéd királyné földi maradványait szállította Stockholmba.
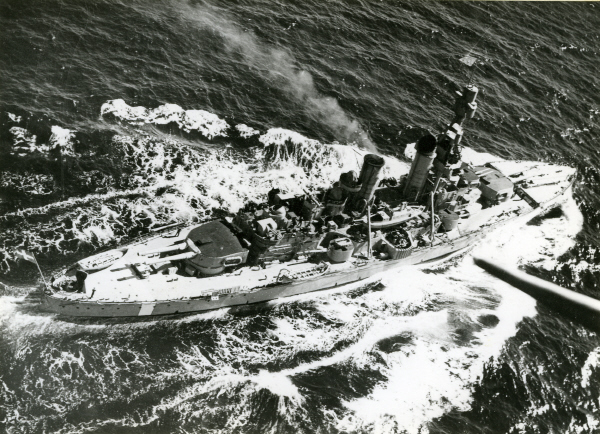
A HMS Drottning Victoria svéd partvédő páncéloshajó 1935 után, a levegőből, főárbocát már eltávolították.
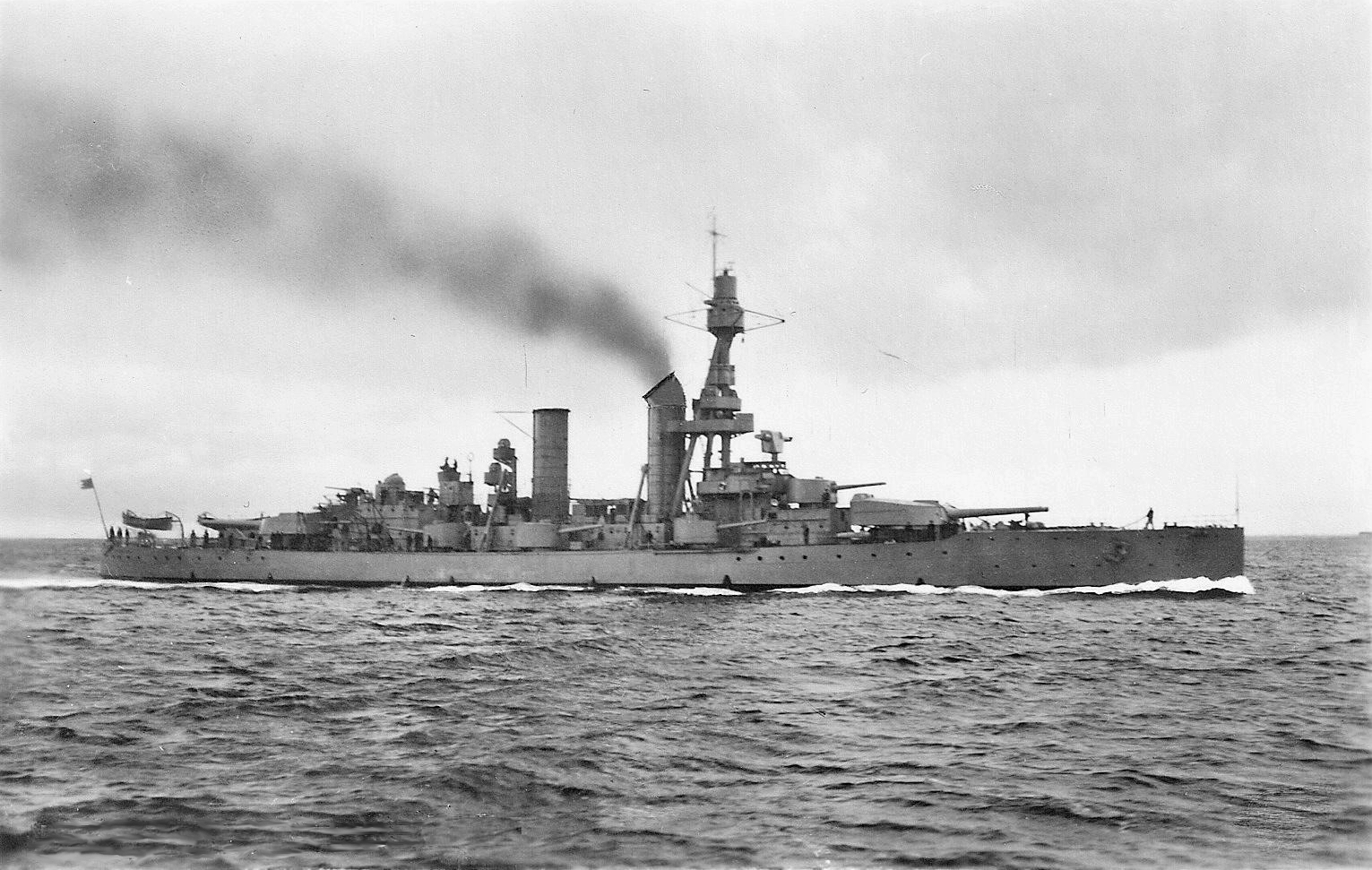
A svéd HMS Drottning Victoria partvédő páncéloshajó 1935 utáni állapotában.
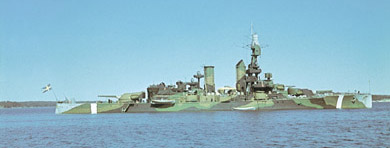
A HMS Drottning Victoria svéd páncéloshajó a második világháború alatt. Zöld terepszínű festésének a partközeli vizekben kellett álcáznia, így nagyobb távolságról könnyen örökzöld fenyvessel borított szigetnek nézhették.
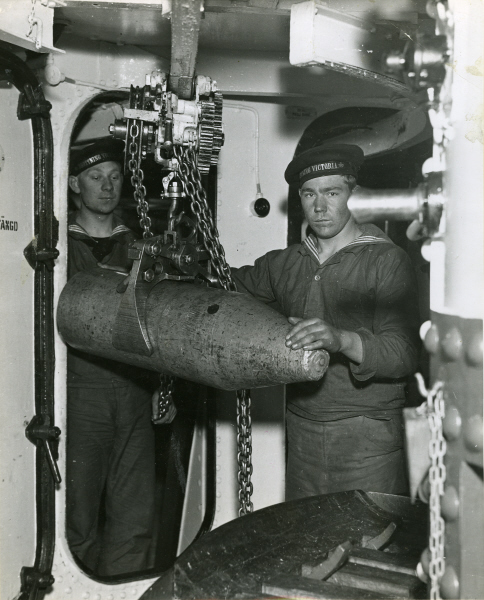
Matrózok 283 mm-es, 305 kg tömegű gránátokat rakodnak a HMS  Drottning Victoria svéd partvédő páncéloshajó egyik fő lövegtornyában.
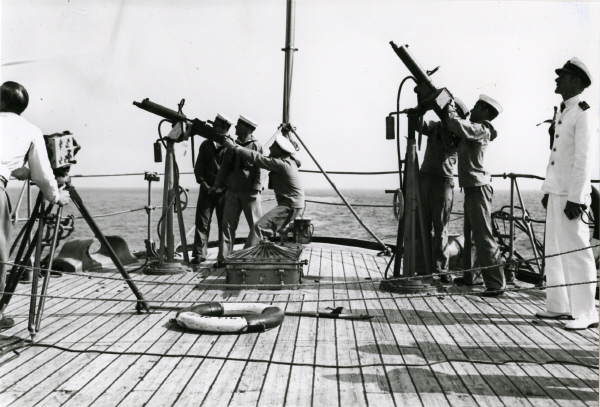
Matrózok gyakorlatoznak 8 mm-es könnyű légvédelmi géppuskákkal tisztjük és egy kamera előtt a HMS Drottning Victoria svéd páncéloshajó tatfedélzetén.